# Gioseffo Guami
Gioseffo Guami, o Guammi (a veces también mencionado como Giuseppe; Lucca, 27 de enero de 1542 – ibídem, c. 1611 o 1612), fue un compositor, organista y cantante italiano del Renacimiento tardío, exponente de la escuela veneciana. Fue un prolífico compositor de madrigales y música instrumental, y está considerado uno de los principales organistas italianos de finales del siglo XVI. También fue uno de los principales maestros de Adriano Banchieri.

## Biografía
Era hermano del compositor Francesco Guami. Poco se sabe de sus primeros años de vida, pero sí que recibió sus primeras nociones musicales en 1561 en la capilla musical de la basílica de San Marcos de Venecia, una de las instituciones musicales más prestigiosas de la Italia de aquella época. Estudió con Adrian Willaert y Annibale Padovano mientras era cantor en la capilla. En 1568 abandonó Venecia con destino a Baviera, donde fue invitado a ocupar el puesto de primer organista en la corte de Alberto V de Baviera, donde trabajaba el compositor Orlando di Lasso, uno de los principales exponentes de la escuela flamenca. A principios de la década de 1570 regresó a Italia, si bien de forma temporal, acompañando a Orlando di Lasso. Fue contratado como organista en Lucca en 1574, donde se casó con Ortensia Bedini, con quien tendría seis hijos, y permaneció allí hasta 1582 o quizá incluso más tarde. En 1585 asumió el cargo de maestro de capilla en Génova. No se conocen los detalles precisos de sus movimientos hasta su regreso a Venecia, pero es seguro que adquirió fama como organista y compositor.
En 1588 fue nombrado primer organista de la basílica de San Marcos (donde había dos organistas, que también actuaban como compositores, bajo la dirección del maestro de capilla, que en aquella época era Gioseffo Zarlino). A la muerte de Zarlino, en 1951 Guami regresó a Lucca, probablemente por no haber sido nombrado sucesor de Zarlino. Aquí fue nombrado organista de la catedral, cargo que ocupó hasta su muerte.

## Obras
Las obras de Guami estuvieron influidas por el estilo de Willaert, su maestro en San Marcos, por Cipriano de Rore y, más tarde, por Orlando di Lasso, posiblemente porque ambos pudieron haber entablado amistad mientras prestaban servicio en Múnich y viajaban juntos a menudo. En el ámbito de la música profana, hizo un uso poco común del cromatismo y la modulación entre notas distantes, sin duda influido por Nicola Vicentino.
Guami también compuso numerosas canzonas instrumentales. Lo más probable es que escribiera música para órgano que se ha perdido (sólo se ha conservado una pieza en una colección de Girolamo Diruta). Las canzonas fueron escritas en el estilo veneciano de moda, antifonal y ornamentado, utilizando material completamente diferente en distintas secciones temáticas, pero contienen un nivel de desarrollo de motivos inusual para la música prebarroca.
Guami fue también un profesor de renombre, y tuvo como alumno a Adriano Banchieri, uno de los compositores clave en el periodo de transición a la música barroca. Vincenzo Galilei, teórico musical progresista, laudista y padre de Galileo Galilei, escribió sobre la música, el talento y la fama de Guami.